# Letterbox

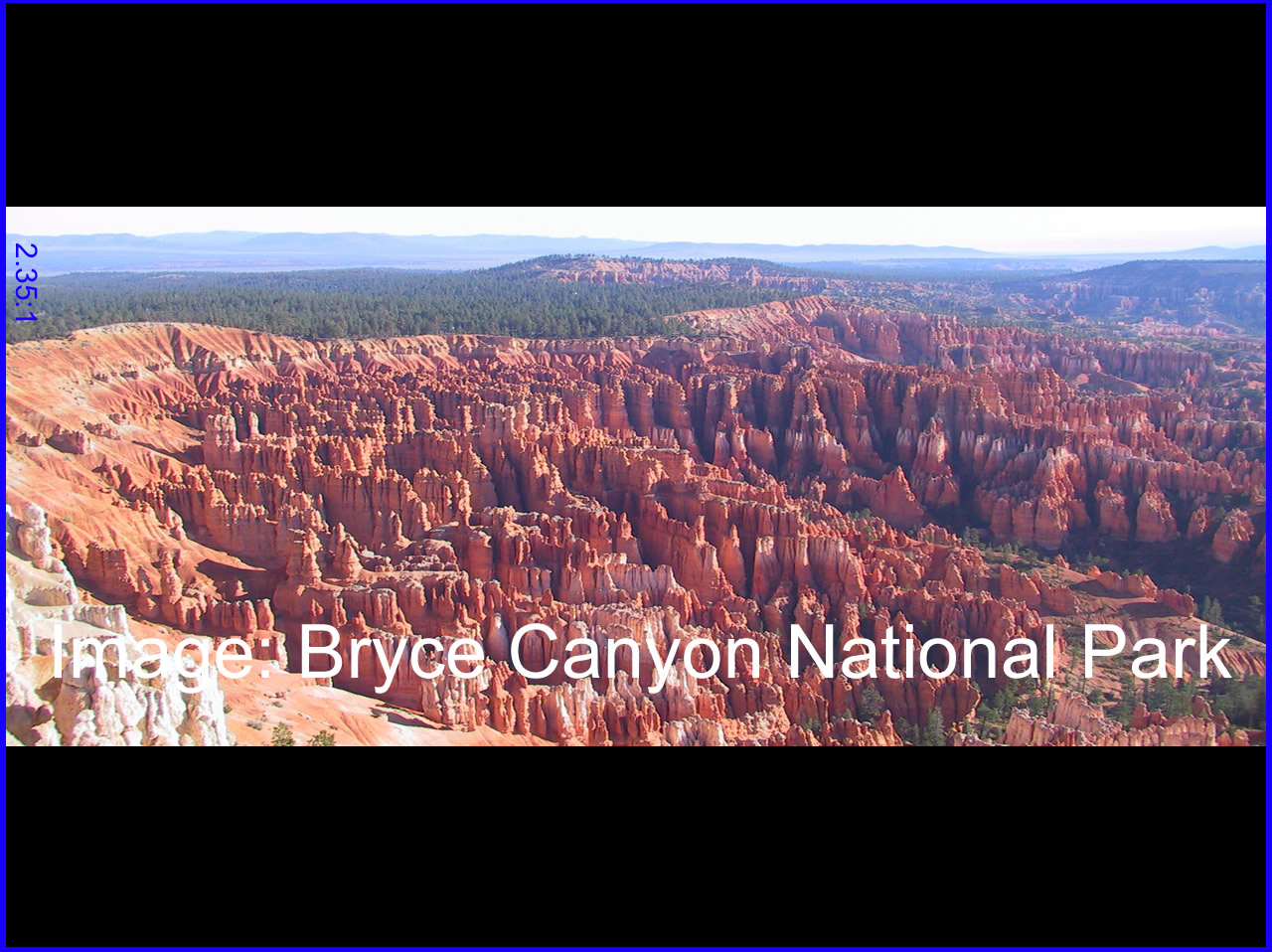
Imatge de pantalla panoràmica després de passar per un letterbox.

Letterboxing és la pràctica de transferir pel·lícules rodades en una pantalla panoràmica o àmplia, a altres formats de vídeo d'amplada estàndard preservant la relació d'aspecte, i la imatge original de la pel·lícula. Com que els formats en general són menys amplis, s'han d'afegir barres negres en la part superior i inferior de la imatge (més precisament anomenades "mattes"), que en formaran part (és a dir, de cada fotograma del senyal de vídeo).
Les abreviatures que identifiquen les pel·lícules i imatges formatades amb Letterboxing són: LBX o LTBX. El terme letter box en anglès significa bústia i el nom es deriva de la forma allargada que tenen les ranures d'aquestes.

## Descripció
El letterboxing és una alternativa al procés de pan and scan, que sovint malmet la composició original de la pel·lícula, ja que amb aquesta tècnica es modifica la relació d'aspecte de la imatge sense deformar-la, retallant-la segons el format de destinació, en general, el 1.33:1 (4:3) d'una pantalla de televisió. En canvi, el letterboxing conserva la composició de la imatge original de la pel·lícula, tal com ho veiem en el cinema. Aquesta pràctica va ser desenvolupada per al seu ús en les pantalles de televisió 4:3, abans que les pantalles de televisió panoràmiques estiguessin disponibles, però també és necessària per a representar en un 16:9 de pantalla ampla la composició original inalterada d'una pel·lícula amb una relació d'aspecte més amplia (com seria el cas de les pel·lícules de Panavision, amb una relació de 2,35:1.
Les barres negres, a partir d'ara mattes, en general són simètrics (tant en la part superior o en l'inferior són més o menys similars en grandària), però en alguns casos la imatge es pot elevar, pel que el matte inferior seria més gran, generalment amb el propòsit de col·locar subtítols dins el matte per evitar la superposició de la imatge. Això es fa sovint en l'anime de VHS, encara que la pràctica d'"amagar" subtítols en el matte inferior també es realitza amb mattes simètriques, tot i comptar amb poc espai disponible. La col·locació de subtítols dins de la imatge o dins el matte varia depenent del reproductor de DVD que s'utilitza, tot i que sembla també variar segons la pel·lícula en els discos Blu-ray.

## Ús primerenc en vídeos domèstics
El primer ús del letterbox per un vídeo de consum va aparèixer amb el format de videodisc "Disc de Capacitància Electronica" (CED), desenvolupat per la RCA. Inicialment, el letterboxing es va limitar a diverses seqüències de text d'una pel·lícula, com els crèdits d'obertura i/o tancament, però més tard es va utilitzar per a pel·lícules senceres. La primera versió feta totalment amb letterbox va ser també amb el format CED: Amarcord, el 1984. A partir d'aquesta data, moltes pel·lícules van seguir el mateix camí, incloent El llarg adéu, Monty Python and the Holy Grail, de Monty Python, i Le Roi de cœur. Cada disc contenia una etiqueta assenyalant l'ús de la "innovadora" tècnica de masterització de pantalla panoràmica de la RCA

## Ús posterior i aplicació al cinema
En alguns continents com Amèrica del Nord, gairebé tots els títols de VHS només van ser estrenats en formats de pan and scan. No obstant això, més endavant, el Laserdisc (a la venta a partir del 1987) i algunes versions de VHS van ser oferts en les seves versions originals de pantalla panoràmica, gràcies al letterbox. Una bona quantitat d'emissions a Amèrica del Nord amb DVD NTSC, principalment DVDs primerencs, pel·lícules familiars, i títols populars, tendien a oferir tant versions amb pan and scan com versions amb letterbox al mateix disc o en versions separades. Alguns llançaments de pel·lícules de DVD eren només a pantalla completa, a causa dels formats disponibles o basant-se en quin format es preferia veure segons un determinat títol o regió (sent exemples les pel·lícules familiars com Matilde de 1996 o The Thief and the Cobbler de 1993). En altres territoris, com Europa i Àsia, les versions en pantalla ample de pel·lícules en VHS i Laserdisc eren molt més comunes, i els dos DVDs eren gairebé omnipresents.
Pel·lícules com El graduat i Woodstock, que van fer ús de tot l'ample de la pantalla de cinema, sovint tenien els costats tallats i un aspecte completament diferent a les còpies no realitzades amb letterbox. Això és més evident en les pel·lícules de pan and scan que romanen completament a l'àrea central de la imatge de la pel·lícula.
El terme "Smilebox" és una marca registrada que s'utilitza per descriure un tipus de letterboxing per a pel·lícules de Cinerama, com en la versió Blu-ray de La conquesta de l'Oest. La imatge es produeix amb tecnologia per a mapes 3D per tractar d'aproximar-se a una pantalla corba.
En l'actualitat, amb l'arribada de les unitats de HDTV de pantalla panoràmica en gairebé totes les llars, molt poques pel·lícules s'ofereixen en 4:3 i en pan and scan, a excepció del material antic rodat en format 4:3 com programes de televisió, fets per produccions de televisió i pel·lícules pre-1953. Alguns dels títols que es van publicar en VHS i DVD, anteriorment a l'arribada de la pantalla completa amb letterboxing, s'estan ara emetent en la seva relació d'aspecte original en DVDs recents i Blu-rays.

## Ús a la televisió
La transmissió digital permet el format 1.78:1 (16:9), de pantalla ample, sense perdre resolució. Gràcies a aquest fet, és el més utilitzat a la televisió. La majoria dels programes de televisió als Estats Units, Gran Bretanya i França es troba en definició estàndard 16:9 i es transmet en format anamòrfic en plataformes digitals. Quan es fa servir un televisor 4:3, és possible visualitzar aquesta programació, ja sigui en un format de letterbox o en un format 4:3 (on es perden les vores de la imatge).
Un letterbox amb relació d'aspecte 14:9 sovint es transmetia en les transmissions analògiques dels països europeus fent la transició de 4:3 a 16:9. A més, en els últims anys s'ha produït un augment dels "falsos" 2.35:1 mattes de letterbox a la televisió per donar la impressió d'una pel·lícula de cinema, sovint vista en anuncis, tràilers o programes de televisió com Top Gear.
Els actuals sistemes de televisió d'alta definició (HDTV) utilitzen pantalles de vídeo amb una relació d'aspecte més ample que els aparells de televisió antics, pel que és més fàcil de visualitzar amb precisió les pel·lícules de pantalla panoràmica. A més de les pel·lícules produïdes pel cinema, alguns programes de televisió estan produïts en HD i, per tant, també consten d'aquestes característiques.
En un televisor de pantalla ample, un 1,78:1 de format d'imatge, omple la pantalla, però no obstant això, els films amb 2.39:1 de les pel·lícules es troben en un format de pantalla ample amb mattes estretes. A causa que la relació d'aspecte 1.85:1 no coincideix amb el 1,78:1 (16: 9) propi d'una pantalla panoràmica dels DVDs i vídeos d'alta definició, es produeix un lleuger letterboxing. En general, els mattes de pel·lícula en 1,85:1 s'eliminen perquè coincideixin amb els de 1.78:1 en la transferència d'imatge a DVD i HD.
Els mattes de letterbox no han de ser necessàriament negres. IBM ha utilitzat mattes blaus per molts dels seus anuncis de televisió, trobem mattes de color groc en els anuncis de Lotus, i mattes verdes en anuncis sobre l'eficiència i la sostenibilitat del medi ambient. També hi ha altres usos dels mattes de colors en els anuncis de Naproxén, i Kodak, entre d'altres, i en vídeos musicals com els de l'àlbum "Playmate of the year" de Zebrahead. En altres casos podem trobar mattes animats, com per exemple en el vídeo musical de "Never Gonna Stop (The Red Red Kroovy)"; i fins i tot parodiats, com l'escena final del vídeo musical de "Crazy Frog" d'Axel F en el que una figura animada treu el cap sobre el matte a la part inferior de la pantalla, amb les seves mans superposades en aquest. Similar a trencar la frontera entre una vinyeta d'un còmic, és una forma de trencar la quarta paret.
La taula següent mostra quines línies de TV contindran informació de la imatge quan les imatges de letterbox es visualitzin en pantalles 4:3 o 16:9:
| Relació d'aspecte en una pantalla 4:3 | Sistema de línies televisives 525 | Sistema de línies televisives 525 | Sistema 625 | Sistema 625 |  | Relació d'aspecte en una pantalla 16:9 | Sistema de línies televisives 525 | Sistema de línies televisives 525 | Sistema 625 | Sistema 625 | Sistema en 1080 HD | Sistema en 1080 HD |
| ------------------------------------- | --------------------------------- | --------------------------------- | ----------- | ----------- |  | -------------------------------------- | --------------------------------- | --------------------------------- | ----------- | ----------- | ------------------ | ------------------ |
| Pantalla completa (1.33:1)            | 21-263                            | 284-525                           | 23-310      | 336-623     |  | -                                      | -                                 | -                                 | -           | -           | -                  | -                  |
| 14:9 (1.56:1)                         | 40-245                            | 302-508                           | 44-289      | 357-602     |  | -                                      | -                                 | -                                 | -           | -           | -                  | -                  |
| 16:9 (1.78:1)                         | 52-232                            | 315-495                           | 59-282      | 372-587     |  | Full Screen (1.78:1)                   | 21-263                            | 284-525                           | 23-310      | 336-623     | 21-560             | 584-1123           |
| 1.85:1                                | 56-229                            | 320-491                           | 64-270      | 376-582     |  | 1.85:1                                 | 26-257                            | 289-520                           | 29-304      | 342-617     | 31-549             | 594-1112           |
| 2.35:1                                | 73-209                            | 336-472                           | 85-248      | 398-561     |  | 2.35:1                                 | 50-231                            | 313-495                           | 58-275      | 371-588     | 86-494             | 649-1057           |